# Нова Молдава
Нова Молдава (рум. Moldova Nouă, мађ. Újmoldova), односно ранији Бошњак (тур. Bosnyák), је варош која припада жупанији Караш-Северин у Румунији. Месту је средином 20. века прикључено и некадашње село Стара Молдава. Град Нова Молдава обухвата и села Мачевић и Молдавица.
Варош се простире на површини од 118,52 km², а према последњем попису из 2021. имала је 9.278 становника од којих 6.034 у самом насељу Нова Молдава.

## Географија
Нова Молдава се налази уз Дунав, у румунском делу Ђердапа (код месних Срба познат као Банатска клисура). Изнад насеља издижу се Банатске планине.

## Историја
Током старије историје место се звало Бошњак (тур. Bosnyák). Под тим именом је забележено у османским пописним дефтерима из 16. века. Село је припадало нахији чије се седиште налазило у оближној (старој) Молдави. Назив Бошњак одржао се све до 18. века, када је насеље преуређено и прозвано Нова Моладава.
Аустријски царски ревизор Ерлер је 1774. године констатовао да место Нова Молдова милитарског статуса, припада Ракаждијском округу, Новопаланачког дистрикта. Ту се налази рудник бакра, римокатоличка црква а становништво је измешано, српско и влашко.
У време санкција СР Југославији 1990-их, овде је било организовано кријумчарење бензина преко Дунава.

## Становништво
Према последњем попису из 2021. године у самом насељу Нова Молдава живело је 6.034 становника, док је на територији вароши било 9.278 становника. Последњих деценија број становништва опада. Национални састав насеља на појединим пописима био је следећи:
| Година пописа | 1910. год.    | 1992. год.    | 2002. год.    | 2011. год.    |
| Укупно ст.    | 3.437         | 4.030         | 3.492         | 3.095         |
| Срби          | 41 (1,2%)     | 65 (1,6%)     | 29 (0,8%)     | 30 (1,0%)     |
| Румуни        | 2.934 (85,4%) | 3.646 (90,5%) | 3.314 (94,9%) | 2.692 (87,0%) |
| остали        | 462 (6,3%)    | 319 (7,9%)    | 149 (6,1%)    | 373 (12.1%)   |

Према попису становништва из 2021. године у вароши Нова Молдава већинско становништво су били Румуни којих је било 69,77%, затим следе Срби са 10,66% и Роми са 1,44% становништва.
| Етнички састав према попису из 2021. године‍ | Етнички састав према попису из 2021. године‍ | Етнички састав према попису из 2021. године‍ | Етнички састав према попису из 2021. године‍ | Етнички састав према попису из 2021. године‍ |
| ------------------------------------------- | ------------------------------------------- | ------------------------------------------- | ------------------------------------------- | ------------------------------------------- |
|                                             |                                             |                                             |                                             |                                             |
| Румуни                                      | Румуни                                      |                                             | 6.473                                       | 69,77%                                      |
| Срби                                        | Срби                                        |                                             | 989                                         | 10,66%                                      |
| Роми                                        | Роми                                        |                                             | 134                                         | 1,44%                                       |
| Чеси                                        | Чеси                                        |                                             | 52                                          | 0,56%                                       |
| Мађари                                      | Мађари                                      |                                             | 43                                          | 0,46%                                       |
| Немци                                       | Немци                                       |                                             | 7                                           | 0,08%                                       |
| Украјинци                                   | Украјинци                                   |                                             | 4                                           | 0,04%                                       |
| Остали                                      | Остали                                      |                                             | 3                                           | 0,03%                                       |
| Непознато                                   | Непознато                                   |                                             | 1.573                                       | 16,95%                                      |

Према попису становништва из 2011. године у вароши Нова Молдава је живело 12.350 становника. Већинско становништво су били Румуни којих је било 74,6%, затим следе Срби са 11,2%, Роми са 2,8% и Мађари са 0,9% становништва. Село Мачевић има претежну српску већину, док су у Молдавици, Новој Молдави и Старој Молдави већина Румуни.
| Етнички састав према попису из 2011. године‍ | Етнички састав према попису из 2011. године‍ | Етнички састав према попису из 2011. године‍ | Етнички састав према попису из 2011. године‍ | Етнички састав према попису из 2011. године‍ |
| ------------------------------------------- | ------------------------------------------- | ------------------------------------------- | ------------------------------------------- | ------------------------------------------- |
|                                             |                                             |                                             |                                             |                                             |
| Румуни                                      | Румуни                                      |                                             | 9.217                                       | 74,6%                                       |
| Срби                                        | Срби                                        |                                             | 1.382                                       | 11,2%                                       |
| Роми                                        | Роми                                        |                                             | 342                                         | 2,8%                                        |
| Мађари                                      | Мађари                                      |                                             | 117                                         | 0,9%                                        |
| Чеси                                        | Чеси                                        |                                             | 99                                          | 0,8%                                        |
| непознато                                   | непознато                                   |                                             | 1.151                                       | 9,3%                                        |

На попису становништва из 1956. године било је 6.220 становника, а већину су чинили Румуни.
| Етнички састав према попису из 1956. године‍ | Етнички састав према попису из 1956. године‍ | Етнички састав према попису из 1956. године‍ | Етнички састав према попису из 1956. године‍ | Етнички састав према попису из 1956. године‍ |
| ------------------------------------------- | ------------------------------------------- | ------------------------------------------- | ------------------------------------------- | ------------------------------------------- |
|                                             |                                             |                                             |                                             |                                             |
| Румуни                                      | Румуни                                      |                                             | 3.645                                       | 58,6%                                       |
| Срби                                        | Срби                                        |                                             | 2.419                                       | 38,9%                                       |

### Насеља
Варош Нова Молдава се састоји из четири насеља. Поред саме Нове Молдаве, варош обухвата и насеља Мачевић, Молдавица и Стара Молдава.
| Насеље             | Румунски назив | Број становника | Број становника | Број становника | Број становника |
| Насеље             | Румунски назив | 1992.           | 2002.           | 2011.           | 2021.           |
| ------------------ | -------------- | --------------- | --------------- | --------------- | --------------- |
| Мачевић            |                | 718             | 606             | 519             | 447             |
| Молдавица          |                | 333             | 309             | 191             | 192             |
| Нова Молдава       |                | 4.030           | 3.492           | 3.095           | 6.034           |
| Стара Молдава      |                | 11.793          | 9.510           | 8.545           | 2.605           |
| Варош Нова Молдава |                | 16.874          | 13.917          | 12.350          | 9.278           |